# Natalja Anatoljevna Petruszjova
Natalja Anatoljevna Petruszjova, később Komarova (oroszul: Наталья Анатольевна Петрусёва; Pavlovszkij Poszad, 1955. szeptember 2. –) olimpiai bajnok szovjet-orosz gyorskorcsolyázó.

## Élete
Petruszjovát tartották a 80-as évek legjobb összetett gyorskorcsolyázónőjének. Első nemzetközi versenyén – a junior gyorskorcsolyázók 1975-ös strömsundi világbajnokságán – a 15. helyen zárt, egy évvel később – az olaszországi Madonna di Campiglióban – már a 4. helyen végzett.
Lake Placidben, az 1980. évi téli olimpián 1000 méteren – olimpiai rekorddal – arany-, 500 méteren bronzérmet nyert. Négy évvel később, a szarajevói téli olimpián még két bronzérmet gyűjtött be 1000, illetve 1500 méteren.
Az 1979-es hágai összetett világbajnokságon ezüstérmes lett, míg az ezt követő két vb-n – 1980-ban a norvégiai Hamarban és 1981-ben a kanadai Sainte-Foy-ban – aranyérmet szerzett. Ugyancsak aranyéremmel zárta mind két heerenveeni Európa-bajnokságot (1981, 1982), csak úgy mint az alkmaari sprint világbajnokságot (1982).

## Legjobb időeredményei
| Táv               | Idő     | Dátum                | Megjegyzés |
| ----------------- | ------- | -------------------- | ---------- |
| 500 m             | 40.51   | 1984. március 23.    |            |
| 1000 m            | 1:19.31 | 1983. március 25.    |            |
| 1500 m            | 2:04.04 | 1983. március 25.    |            |
| 3000 m            | 4:29.31 | 1980. december 26.   |            |
| 5000 m            | 7:51.80 | 1981. augusztus 23.  |            |
| kistávú összetett | 166,682 | 1983. március 25–26. |            |
| sprint összetett  | 161,500 | 1984. március 23–24. |            |